# ماكسويل (لاعب كرة قدم مواليد 1995)
ماكسويل هو لاعب كرة قدم برازيلي في مركز الهجوم، ولد في 11 فبراير 1995 في ماسايو في البرازيل. لعب مع نادي أيه بي سي.

## وصلات خارجية
- ماكسويل (لاعب كرة قدم مواليد 1995) على موقع اتحاد السويد (السويدية)
- ماكسويل (لاعب كرة قدم مواليد 1995) على موقع قاعدة بيانات كرة القدم.إي يو (الإنجليزية)
- ماكسويل (لاعب كرة قدم مواليد 1995) على موقع Soccerway.com (الإنجليزية)